# Radio K.A.O.S.
Az 1987. június 15-én megjelent Radio K.A.O.S. Roger Waters második koncept-szólóalbuma/rockopera.

## Történet
Az album egy 23 éves rokkant, kerekes székben élő férfiről szól, aki Walesben él, a neve Billy. Waters eredeti terve egy nagyon erős elbeszélő elemet követelt meg a zenéhez, de a felvétel közben ezt elhagyták. A történetet nem könnyű csak a zenéből kikövetkeztetni.
Billy kerekes székben él, és azt gondolják róla, hogy értelmileg sérült. Ennek ellenére Billy intelligens ugyan, de semmilyen módon nem tudja kifejezni magát. Van egy ikertestvére Benny, aki szénbányász. Billy vele és a feleségével, Mollyval, valamint az ő gyerekeikkel él. Szerencsétlenségükre, Benny elvesztette az állását a bányában. Egy éjjel Benny és Billy egy kocsmából tartanak hazafelé, amikor elhaladnak egy bolt előtt, melynek kirakata tele van televízió készülékekkel, melyeken Margaret Thatcher beszél. Benny mérges lesz, és újjal mutat a bolt felé, majd ellop egy vezetéknélküli telefont. A következő jelenetben Benny egy hídon tiltakozik a bezárások, leépítések ellen. Ugyanezen az éjszakán megölnek egy taxisofőrt a híd közelében. Benny gyanússá válik a rendőrök számára, és arról kérdezik, hogy hogyan rejtette a telefont Billy kerekes székébe. Bennyt aztán fogdába zárják, Molly képtelen feldolgozni, hogy mi történt, ezért elküldi Billyt Davidhez, a nagybátyjához, Los Angelesbe.
Billynek van egy különleges képessége, hallja a rádió hullámokat a fejében ("Radio Waves"). Felfedezi, hogy a telefon felismeri ezeket e jeleket. Kipróbálja, hogy a telefonnal képes e belépni a számítógépekbe ahol összeilleszti ezeket a jeleket, és ezeken keresztül megtanul beszélni. Felhív egy Los Angeles-i rádiót a Radio K.A.O.S.-t, és elmondja az élete történetét, beszél arról, hogy a testvére börtönbe került ("Me or Him"), beszél a sógornőjéről, aki kénytelen volt őt L.A.-be küldeni a nagybátyához, Davehez ("Sunset Strip") és a bányák bezárásáról (" The Powers That Be"). Billy véletlenül behatol egy katonai antenna adásába, és becsapja a világot egy nukleáris háború gondolatával, hogy egy detonáció a világ fővárosaiban hatástalanítja a hadsereg megtorló erejét ("Home" és "Four Minutes"). Az album záródala ("The Tide Is Turning") arról szól, hogy aki a halálra gondol észreveszi, hogy a félelem és a versenyre való hajlam gondolatait terjeszti a tömeg média, és egyre fontosabb a család szeretete és a nagyobb közösségek.

## Az album dalai
Az összes dalt Roger Waters írta.
1. "Radio Waves" – 4:58
2. "Who Needs Information" – 5:55
3. "Me or Him" – 5:23
4. "The Powers That Be" – 4:36
5. "Sunset Strip" – 4:45
6. "Home" – 6:00
7. "Four Minutes" – 4:00
8. "The Tide Is Turning" (After Live Aid)" – 5:43

A fentieken kívül van még három dal, amelyet erre az albumra írt Waters, de csak a koncerteken játszották, illetve kislemezeken jelentek meg. Ezek a "Going to Live In L.A.", a "Get Back to Radio" és a "Molly's Song".

## Listák
Album – UK
| Év   | Pozíció |
| ---- | ------- |
| 1987 | 25      |

Album – Billboard (Észak-Amerika)
| Év   | Lista             | Pozíció |
| ---- | ----------------- | ------- |
| 1987 | The Billboard 200 | 51      |

## Külső hivatkozások
- Radio K.A.O.S.